# Неџмија
Неџмија  је сингл Томе Здравковића из 1969. године.